# 禁裏付
禁裏付（きんりづき）は、江戸幕府における職名の1つ。禁裏附とも。
天皇の住まう禁裏御所の警衛や、公家衆の監察などを司った。老中支配で芙蓉之間詰。1000石高の御役目で、役料は1500俵。定員2名。配下として、各々与力10騎と同心40名がいた。

## 職務
勤務は当番制で、毎日御所に参内し、御所にある御用部屋に詰めた。参内した後は、武家伝奏との折衝や、京都所司代や京都町奉行と武家伝奏との間の取り次ぎなどを行った。御用部屋にある用帳に天皇の「機嫌の様子」など禁裏における諸事を記録し、常と異なることがあれば京都所司代に報告した。老中支配ではあるが、京都にいる間は京都所司代の配下として万事において指示を受けた。
他にも、口向（くちむき、くちむけ）や禁裏賄頭（きんりまかないがしら）の統括、禁裏における金銭の流れの監督、禁裏の警衛、朝廷内部で発生した事件の捜査、内裏普請の奉行など、禁裏の全般を監督した。
公家衆の行跡も監督し、火事が発生すれば発生場所が御所からどれだけ離れていても与力とともに禁門の警備を行った。唐門・日の門・御所の三箇所の門の出入りを取り締まり、禁裏付の切手を持たない者の通行を禁じた。
官位は昇殿を許されない地下官人クラスの従五位下だったが、日常的には朝廷内で幕府を代表しているため権威、威勢は相当なものがあった。正二位とか従一位の官位をもつ武家伝奏に連絡、相談がある場合は「伝奏を呼べ」と御用部屋へ呼びつけた。また御所の外にあっても五摂家、宮家と行き交う場合は駕籠から飛び下りお辞儀をするが、大納言、中納言、参議、それ以外の堂上公家などに対しては、駕籠から下りずそのままいってしまうという。

## 沿革
寛永20年（1643年）9月、明正天皇の譲位と後光明天皇の即位に伴って設置。初代禁裏付は、高木守久と天野長信の2名。
安永2年（1773年）に、口向役人による諸経費の不正流用・架空発注事件が発覚、大量の処分者を出す（安永の御所騒動）。それを受けて口向を監督する機構の改革が行われ、翌3年（1774年）に京都入用取調役・御所勘使買物使兼を新設し、これらを禁裏付の支配下とした。
慶応3年（1867年）12月に廃止。